# Iglunga Island
Iglunga Island är en ö i Kanada.   Den ligger i territoriet Nunavut, i den östra delen av landet, 2 400 km norr om huvudstaden Ottawa. Arean är 5,0 kvadratkilometer.
Terrängen på Iglunga Island är platt. Öns högsta punkt är 85 meter över havet. Den sträcker sig 2,7 kilometer i nord-sydlig riktning, och 4,6 kilometer i öst-västlig riktning.
Trakten runt Iglunga Island består i huvudsak av gräsmarker.